# Limnephilus ponticus
Limnephilus ponticus är en nattsländeart som beskrevs av Mclachlan 1898. Limnephilus ponticus ingår i släktet Limnephilus och familjen husmasknattsländor. Inga underarter finns listade i Catalogue of Life.